# 夏金城
夏金城（1954年—），人稱「的士歌王」，是香港著名的另類歌手、作曲人、填詞人、獨立音樂出品人。在20世紀80年代至90年代，曾經是香港油麻地廟街一帶庶民的偶像，最擅長以獨樹一幟的唱腔演繹自行創作的歌曲。他最為人熟悉的是自80年代起，從沒有依靠商業贊助而自資出版了4張唱片，四張唱片裡差不多所有歌曲的音樂和歌詞創作，全是由他一手包辦。他在2003年接受香港電台訪問時，表明自己從不受香港流行音樂潮流所影響，只專注製作自己認為是最「好玩」的、最有他個人風格的作品。

## 背景
夏金城家有六兄弟姊妹中，他排行第二。父親夏旺曾在灣仔開設遠東球廠。夏金城自小就到球廠負責將牛皮分類、支付薪金和洽談生意。由於要出外工作，所以他在跑馬地香港三育中學讀到中三便輟學。後來到大笪地當小販，又經營詔小型貨車生意。夏金城之後趁的士牌招標，就用三萬多元買入第一部的士連的士牌照，再轉手賺了多幾萬。至1970年代，他已成為五、六部的士的車主。

## 歌唱事業
夏氏自70年代起對音樂產生興趣，並在閒餘時間自行作曲、填詞。在1980年，為了自資出版第一張專輯《為了靚靚》，賣掉了手上持有之的士。據香港電台節目《真音樂》的主持人向雪懷憶述，《為了靚靚》卡式錄音帶在廟街的銷量可能高達50萬盒。由於夏氏的本業是的士司機，其歌曲後來又在的士司機之間廣為流傳，故有「的士歌王」之稱，此稱號一直沿用至今。80年代後期，周星馳在他的電視劇成名作《他來自江湖》中扮演的士司機，便多次唱出夏金城的作品，令他的作品更為香港人熟悉。
他在相隔18年後推出新唱片，題為《98作品集》，其後再推作《七招》，最近期的唱片則是2000年2月出版的新曲加精選大碟《死亡真諦之睇佢點死》。
其後夏氏再沒有推出任何專輯。之後他曾經在香港無線電視的遊戲節目《天下無敵獎門人》中亮相，和著名填詞人黃偉文一起表演以緩慢速度吃西瓜。

## 家庭狀況
夏氏有一名泰國人妻子，夫婦育有兩名兒子。2005年夏妻來港，在大欖懲教所一間泰國餐廳工作，為方便日常出入，一家自此在屯門大欖涌村租住村屋。

## 近年發展
據香港太陽報報導，2004年期間夏金城曾經重操故業駕駛的士，而截至2005年6月4日，他轉為經營電器維修店。他亦曾在2005年被裁定一項襲擊致造成身體傷害罪名成立，被裁判官斥其野蠻無理。另外，他本人亦曾在香港電台電視節目《愛‧火花》中親述自己曾轉職私家偵探。以下是較為重要的媒體報導。
2003年，夏金城曾經接受香港電台節目《真音樂》兩集專訪，講述自己的創作歷程。該兩集錄音訪問和《真音樂》的其他41集的錄音，都被貯存在香港中央圖書館，作為本土文化學者研究香港音樂發展的口述歷史資料。在訪問中，他表示自己創作音樂是為了記錄當時社會發生過的事。從青年時代起，他因為想結識異性而學習彈結他和唱歌，並會在海灘夥同有同樣奇特音樂品味的人討論音樂和歌唱技巧。他的音樂作品的歷史背景可追溯至1973年，當時股市大瀉，他有感而發寫下《股票與我》。之後他一直參與股市樓市的投機買賣，其後覺得自己賺得太多，需要找一些渠道把錢花掉，於是在1980年自資出版《為了靚靚》卡式錄音帶。當時他對背景音樂的質素要求嚴格，不惜工本找來當時著名結他手和音樂製作人蘇德華負責製作和編曲，所以製作成本高昂。灌錄完成品只被放在廟街寄賣，但他想不到後來竟然累積了50多萬銷量。
2006年1月，夏金城參與香港電台電視節目《愛‧火花》的其中一個單元《危險處境》。節目網頁上宣稱，幕後製作人員根據夏金城生平事蹟而創作出該故事。這是夏金城首次在電視節目裡作戲劇演出。在劇中他憶述自己共經歷過3個妻子離他而去，又詳細解釋如何成為私家偵探。他亦在劇中大展歌喉，示範在卡拉OK房間清唱自己的首本名曲，原因是他本人從來沒有為自己的歌曲拍攝過任何音樂錄像。此電視節目最後輯錄了他26年來歌唱事業的首個音樂錄像《雞與龜》，由香港電台電視部製作。他的現任泰國籍妻子和朋友也有在劇中亮相。

2007年9月某日中午，夏金城於其位於屯門大欖涌村的村屋寓所大門外拆雪櫃以取出零件變賣，期間兩名中年漢以噪音為由要求停止，繼而恐嚇夏並勒索金錢。夏堅拒就範，後被人登門以狼牙棒襲擊致身體多處受傷，混亂中夏退回屋內報警，惟警察到場後兇徒已逃去無蹤。事件後，夏向到訪記者聲言絕不向惡勢力屈服。另訪問中，夏透露對早年賣的士出唱片之舉從未感後悔。

## 音樂風格
如果根據夏金城本人官方的唱腔和音準，其大部分歌曲之歌唱部分的旋律均難以被載於樂譜上，而且他的歌唱技巧亦難以被人模仿，所以其音樂風格與現時香港流行的偶像派歌手的所謂「K歌」大相逕庭，而事實上在全香港各大卡拉OK場所均無法點播夏氏的作品。他一直在香港Canton-Pop主流下另闢蹊徑的勇氣，受到「歌神」許冠傑的長期創作拍擋、填詞人黎彼得的讚賞，黎氏在接受香港電台節目《真音樂》訪問時表示，他最喜歡在和朋友一起燒烤的時候播放夏金城的音樂，因為這些音樂太搞笑，大家聽到後氣氛也熱鬧起來。研究香港流行曲歌詞多年的學者朱耀偉，亦曾在著作中將夏金城及黎彼得兩人，列為1970-80年代反映草根階層聲音的社會寫實歌填詞人代表人物。
他的作品大多反映民生百態，社會時弊。他的全部4張唱片裡，差不多所有歌曲的音樂和歌詞創作，全是由他一手包辦。
在他的首張專輯《為了靚靚》裡，第一首就是諷刺女人為了漂亮而犧牲一切（廣東俗語：愛靚唔愛命）的點題作品《為了靚靚》；繼有反映升斗市民生活苦況的《迫巴士》和《搭車難》；《股票與我》和《賭馬狂熱》則描繪70年代香港人投機賺快錢的心態；《結婚前後》和《嬌嬌女買靚衫》就道出現代女性的多面型態；《馬小靈》和《正邪之爭》的創作靈感來自黃玉郎早期作品小流氓和龍虎門；《金蛇郎君》是夏氏自己的個人寫照，他曾表示此曲是自己最喜歡的作品。值得注意的是，他把自己從前的一個女朋友的名字寫在《搭車難》一曲裡，根據歌詞她應該叫作「霞女」。他亦在專輯裡把自己的中文名字的意思翻譯成英文，叫做（Summer Gold City）。
香港主權移交予中國後，夏金城再推出唱片，名為《98作品集》。唱片封面上記載他要再賣去兩部的士，才勉強湊夠錢出唱片，並請樂迷原諒他沒有錢做好封面設計。這張唱片的音樂風格，由70年代的結他Funk Pop到後來1998年的電子拼貼Electronic Pop都有涉及，歌詞的題材更多樣，例如有探討現代家庭倫理問題的《單親家庭》；提倡環保的《環保先鋒》；反映當時香港經濟低迷的《美式大盜》和《減減減》；《唱散銀》就記述當時香港市民為了瘋狂收集英女皇肖像的通用硬幣，導致香港全年輔幣短缺。另外，在《我有一個秘密》中出現了一把名為「小靈」的不明女聲旁白，這是夏氏首次創作的合唱作品。
1999年夏金城推出第三張專輯《七招》，內有七首全新作品。當年香港金融管理局總裁任志剛提出一系列金融政策，以支撐持續下瀉的股票市場和物業市場。該政策當時被傳媒稱為「任七招」或者「救市七招」（挽救市場的七種招數），夏氏以《七招》一詞為其專輯命名，大概想樂迷覺得他的七首作品是他對香港社會的「救市七招」。在《七招》裡可見他確實有新的創作路向，以往他只有一首《馬小靈》勉強算是情歌，《七招》當中則有三首情歌，《妳令我著迷》、《改變》和《又一首情愛歌》。《改變》亦是他的第二首男女合唱作品（未能確認女聲是誰）。《言論自由》是他眼見香港人在這方面日漸受鉗制之反應。在《慘慘慘》中更見他的國際視野，歌詞內容是譴責90年代末印尼排華潮的暴民。
2000年的專輯《死亡真諦之睇佢點死》則鮮為人知，發行量很少，現時樂迷無法在大型唱片公司找到其蹤影。此專輯是配合當年在香港上演的一套三級電影《睇佢點死》而發行，亦是他20年裡出版唱片生涯的回顧。當中新曲《只有愛》和他過往所有歌的編曲和旋律風格完全不同，其招牌唱腔則仍舊獨特。
夏氏貫徹了20年的獨立音樂製作和出版，從來沒有商業贊助和支持，他亦從來沒有在電台、電視、互聯網作宣傳，普通觀眾和聽眾難以得知他出版了唱片。他在《真音樂》節目中表示，自己和黎明各有市場。他憶述在1998年間，當時極度走紅的黎明的主打歌是《愛你不愛你》，有鋪天蓋地的宣傳，但售價是68元。夏氏自己的唱片亦放在同一間大型唱片店，售價則是100元。他形容自己的作品是「超級」、「非凡」，不用宣傳，自然有知音發現出來。該節目的主持人向雪懷（也是香港著名唱片監製和填詞人）認為，夏氏的唱片是「珍品」。

## 出版唱片
- 1980年：《為了靚靚》

1. 為了靚靚
2. 迫巴士[7]
3. 結婚前後
4. 股票與我[7]
5. 新年好運來
6. 恭喜發財
7. 馬小靈
8. 嬌嬌女買靚衫
9. 搭車難
10. 賭馬狂熱
11. 金蛇郎君
12. 離別
13. 正邪之爭（主題曲）
14. 正邪之爭（續集）

- 1998年：《98作品集》

1. 冇大冇細(Q版)
2. 單親家庭
3. 我有一個秘密
4. 唱散銀
5. 六合彩
6. 生日歌
7. 結婚歌
8. 祝壽歌
9. 環保先鋒
10. 雞與龜
11. 減減減
12. 美式大盜[7]
13. 冇大冇細(地球版)
14. 冇大冇細(火星版)
15. 生日歌(卡拉OK)
16. 結婚歌(卡拉OK)
17. 祝壽歌(卡拉OK)

- 1999年：《七招》

1. 妳令我著迷
2. 改變
3. 言論自由[7]
4. 又一首情愛歌
5. 做人老婆好淒涼
6. 小心過馬路
7. 慘慘慘[7]

- 2000年：《死亡真諦之睇佢點死》

1. 睇佢點死
2. 馬小靈
3. 睇開的啦
4. 只有愛
5. 努力為未來
6. 寶貝詩韻
7. 我有一個秘密
8. 妳令我著迷
9. 環保先鋒
10. 對妳日漸日漸情更濃
11. 哈哈，又會咁放

他的4張唱片的發行公司都是他個人名義的「金城唱片」，商標是的士車一輛。據夏金城口述，他還有數首已灌錄或計劃灌錄但沒有推出碟的歌曲，其中兩首歌名為《打打打打打》和《我愛共產黨》。

## 出道至今音樂錄像
夏氏於2006年，曾為香港電台拍攝一段《雞與龜 （页面存档备份，存于）》的音樂錄像，亦是他至今第一及唯一一條音樂錄像。

## 他的音樂喜好
粵劇、麥炳榮的鳳閣恩仇未了情、梁山伯與祝英台（梁祝）、黎彼得填詞作品〔尤其是打雀英雄傳〕、印度音樂、东方红、大海航行靠舵手、披頭四音樂等等